# Luigi Cambiaso
Luigi Cambiaso (* 29. Januar 1895 in Rivarolo; † 25. März 1975 in Bolzaneto, Genua) war ein italienischer Turner und zweifacher Olympiasieger.
Bei den Olympischen Sommerspielen 1920 in Antwerpen gewann er mit dem italienischen Team den Mannschaftsmehrkampf. Vier Jahre später bei den Spielen in Paris konnte er diesen Erfolg wiederholen. In Paris nahm er zudem an acht Einzelwettbewerben teil und erreichte als beste Klassierung einen 14. Platz im Pferdsprung und am Barren.